# 853〜刑事・加茂伸之介
『853〜刑事・加茂伸之介』（ハチゴウサン〜けいじ・かもしんのすけ）は、2010年1月14日から3月11日まで毎週木曜日20:00 - 20:54に、テレビ朝日系「木曜ミステリー」枠で放送された日本の刑事ドラマ。主演は寺脇康文。

## 概要
犯人を射殺して奥丹波署に左遷されていた主人公・加茂伸之介が、10年ぶりに復帰した京都府警察で若い刑事たちとぶつかりながらも、事件を解決していく刑事ドラマ。
タイトルの『853』とは京都府警本部を意味する隠語で、府警本部の所在地に由来している（京都市上京区下立売通釜座東入藪ノ内町85-3）。
「木曜ミステリー」枠では、2007年4月期の『その男、副署長〜京都河原町署事件ファイル〜』以来、2年9か月ぶりの新作ドラマとなる。寺脇康文の連続ドラマ初単独主演作だった。
『相棒』のスタッフが多く参加している。

## 登場人物

### 京都府警察本部

#### 捜査一課強行犯六係 武藤班
加茂伸之介
演 - 寺脇康文
経歴：奥丹波署
→ 京都府警捜査一課
→ 舞鶴海岸署刑事課（最終話）
階級は巡査部長。犯人を追い詰めるためには多少のルール違反は当たり前の、叩き上げタイプの刑事。10年前、ある事件の犯人に発砲し死亡させてしまった事が原因で、奥丹波署に左遷。また、そのせいで離婚もした。現在は元妻に引き取られた1人娘の陽子（最終話で声でのみ出演）とメールでやりとりすることが唯一の慰めとなっている。10年ぶりに捜査一課へ呼び戻されるが、最終話では自ら発砲した上司である武藤の身代わりになって、舞鶴海岸署へ再び左遷された。
佐々木雪子
演 - 富田靖子
本作のヒロイン。階級は警部補。
京都の女子大を卒業後、京都府警へ。武藤とは同期で、かなりの信頼を寄せており、8年間片想い中である。最初は規格外の加茂と対立していたが、次第に加茂を認めて行くようになり、武藤を信用しつつも加茂にも協力していくようになる。
浜育実
演 - 菅原大吉
加茂と同じく叩き上げで愛煙家の古参刑事。皮肉屋だが、班の中では最も加茂に対して協力的で、加茂の事を「加茂ちゃん」と呼んでいる。
真島航輝
演 - 戸次重幸
眼鏡をかけたインテリ然とした男。気に入らないことがあると舌打ちをするのが癖。武藤に絶大な信頼を寄せているため、武藤同様加茂を毛嫌いしているが、内心では認めている節もあったようで、実際最終回では左遷が決まって班を去る加茂を見送る際に寂しげな表情を浮かべていた。
酒井十一
演 - 林剛史
若手のためナメられないようにと口髭を蓄えている。名前の由来は11月11日生まれのため。
綾松なみえ
演 - 新谷真弓
おもに署内で情報処理を担当。コミカルな動きと変わった声質が特徴。
武藤勇作
演 - 田辺誠一
強行班六係（通称：武藤班）の係長。階級は警部。
東京の大学を卒業後警備会社に勤務。2年で退職し、試験を受け、京都府警に採用される。交番勤務時代にシステムを駆使して検挙率を上げ、京都府警本部へ。組織的で合法な捜査を旨とし、検挙率は府警1。時代遅れで規格外の加茂と対立するが、徐々に認めるようになり、最終回では自身の為に発砲の一部始終を庇った加茂に感謝しながら「今度は私が呼び戻します」と告げた。

#### 捜査一課
三原脩太郎
演 - 金田明夫
捜査一課課長。階級は警視。加茂の数少ない理解者で、警察が役所のような人材ばかりになってしまったのを密かに危惧し、今回、加茂を呼び戻した人物だが、10年前に彼を左遷した当人でもある。トレンチコートにソフト帽という、いわゆるハードボイルド風の出で立ちを好む。電子たばこで禁煙中。

#### 捜査総務課
谷間桃子
演 - 小川奈那
データベース照会や備品貸し出しなどで加茂や六係と関わる。

#### 生活安全部
海老原聡
演 - 中原和宏
階級は巡査部長。加茂の喫煙室仲間。赴任前日の加茂を違法キャバクラで逮捕した。
尾藤勇造
演 - 迫田孝也
階級は巡査長。加茂の喫煙室仲間。真島や酒井とは合コンする程度に付き合いがある。

### スナック「愛口」
有沢栄次
演 - 有薗芳記
店主。加茂とはノミ屋として捕まって以来、10年以上の付き合い。過去に2度、サチコに刺された経験あり。
サチコ
演 - 平田裕香
店員。有沢と内縁関係。無口で謎の多い女性。

### ゲスト
No.1「あの規格外の刑事が帰ってきた!!」
- 高橋聖一 - 田中圭
- 青木武史（フリーター・改名前の名字は清水） - 阿部進之介
- 渡辺翔太（前科者） - 奥深山新
- 護送官 - 石川栄二、石川典佳
- 運転手 - 井上久男
- 店員 - 潮田由香里、泉知奈津

No.2「その時、罪を償えますか？」
- 剣持誠（建設会社社長・京都市会議員） - 大河内浩
- 宇佐見正（二条院大学農業工学部 教授） - 奥田達士
- 黒岩哲也（京都ローカル記者） - 木下ほうか
- 麻生ゆかり（ホステス） - 三津谷葉子

No.3「俺達、やっぱり刑事なんです」
- 坂口正二郎（タクシードライバー・元刑事） - 前田吟
- 深町孝也 - 吉満涼太
- 園田紘一（元爆弾犯） - 藤木孝
- 小宮しほり（元宝石店社長・故人） - まつむら眞弓
- 三倉敏則（故人） - 児玉純一
- ホテルフロント係 - 下元佳好
- 飲み屋店主 - 窪田弘和
- しほりの友人 - 大林菜穂子
- 若い女 - 中山京子

No.4「ダメ男に友の盃を」
- 平田章（元居酒屋経営） - 小宮孝泰
- 柳井芳江（平田の元妻） - 山下容莉枝
- 染谷優子（ひのきマンションの住人） - 大家由祐子
- 緑川ゆか（佐伯ホーム 従業員） - 三鴨絵里子
- 佐伯俊哉（佐伯ホーム 社長） - 新納敏正
- 大家 - 末成由美
- 男 - 加藤寛治
- 主婦 - 島田佳子
- 小学三年の陽子（加茂の娘・回想） - 小田垣陽菜
- 加茂の元妻（回想） - 宇谷玲

No.5「信じてみたっていいじゃないか」
- 氷川唯（女優） - 小松彩夏
- 速水卓也（唯の彼氏） - 小林且弥
- 槙良平（興福エステート 社員） - 山田永二
- 救急隊員 - 鎌森良平

No.6「生きているのも悪くない！」
- 石嶺貴子（スナック「ふみ」元ホステス） - キムラ緑子
- 福山さやか（志保の娘・京都シネマのアルバイト） - 緑友利恵
- 福山志保（早乙女の内縁の妻） - 滝沢涼子
- 中田秀一（京都シネマのアルバイト） - 村井良大
- 早乙女光隆（詐欺師） - 児玉貴志
- スナック「ふみ」マスター - 谷口高史
- 看護師 - 渋谷めぐみ

No.7「花嫁は待っている」
- 本田みゆき（看護師） - 佐藤仁美
- 高倉弘道（前科者） - 唐橋充
- 佐藤梨香（前科者） - 佐藤寛子
- マサ - 堀田貴裕
- テツヤ - 内藤邦秋
- 宮下智恵（みゆきの友人） - 石井亜可理
- 小野沢遼子（みゆきの友人） - 牧田和子
- 津島奈々子（みゆきの友人） - 魚住さやか
- 白井純平（故人） - 木村昌栄
- 人材派遣会社・社員 - 山根誠示
- クラブの女の子 - 朱花
- 現場保存の警官 - 尾方裕司

最終話「また逢う日まで！」
- 板倉信吾（祇園北署銃器対策課 係長） - 杉本哲太
- 赤松進一（キャプテンマーケット 店員） - 桜田通
- 戸張俊二（祇園北署銃器対策課 刑事） - 青山勝
- 上田茂（祇園北署銃器対策課 刑事） - 酒井健太郎
- 赤松修（強盗殺人犯・故人） - 北沢光雄
- 赤松（進一の母・修の元妻） - 松島紫代
- 黒川春夫（銃の売人） - 野々村仁
- 運転手 - 林哲夫
- 刑事 - 石川栄二
- 本間裕二（京都府警組対五課 刑事） - 佐戸井けん太

## スタッフ
- 脚本 - 櫻井武晴、岩下悠子
- 音楽 - 池頼広
- 監督 - 橋本一、森本浩史
- 主題歌 - 369「バラード」（SPEEDSTAR RECORDS）[8]
- ゼネラルプロデューサー - 井圡隆（テレビ朝日）
- プロデューサー -  菊池恭（テレビ朝日）、須藤泰司（東映）、和佐野健一（東映）
- コンテンツプロデューサー - 中世古裕美（テレビ朝日）
- 制作 - テレビ朝日、東映

## 放送日程
- 2010年2月11日は『いきなり!黄金伝説3時間スペシャル』のため休止。
- サブタイトルの左側はDVD、ノベライズ本でのサブタイトル。右側は地上波本放送の新聞テレビ欄およびBS朝日で再放送された際のサブタイトル。

| 各話                                                           | 放送日        | サブタイトル（DVD）            | サブタイトル（テレビ欄）        | 脚本     | 監督     | 視聴率 |
| -------------------------------------------------------------- | ------------- | ------------------------------ | ------------------------------- | -------- | -------- | ------ |
| No.1                                                           | 2010年1月14日 | あの規格外の刑事が帰ってきた!! | あの規格外刑事が帰って来た!!    | 櫻井武晴 | 橋本一   | 12.0%  |
| No.2                                                           | 2010年1月21日 | その時、罪を償えますか？       | 掟破りの捜査 接点なき三つの殺人 | 櫻井武晴 | 森本浩史 | 11.0%  |
| No.3                                                           | 2010年1月28日 | 俺達、やっぱり刑事なんです     | 二人だけの追跡!! 15年目の対決へ | 岩下悠子 | 橋本一   | 10.3%  |
| No.4                                                           | 2010年2月04日 | ダメ男に友の盃を               | 熟年離婚！京に散った夫婦の約束  | 櫻井武晴 | 森本浩史 | 09.7%  |
| No.5                                                           | 2010年2月18日 | 信じてみたっていいじゃないか   | 二連指輪の謎 容疑者を愛した刑事 | 櫻井武晴 | 橋本一   | 10.3%  |
| No.6                                                           | 2010年2月25日 | 生きているのも悪くない！       | 病室の友情…逮捕されたがる女！   | 岩下悠子 | 橋本一   | 09.1%  |
| No.7                                                           | 2010年3月04日 | 花嫁は待っている               | 消えた婚約者 祇園に隠された罠！ | 岩下悠子 | 森本浩史 | 10.4%  |
| 最終話                                                         | 2010年3月11日 | また逢う日まで！               | さらば京都 被疑者になった加茂   | 櫻井武晴 | 森本浩史 | 09.4%  |
| 平均視聴率 10.3%（視聴率はビデオリサーチ調べ、関東地区・世帯） |               |                                |                                 |          |          |        |

## 遅れネット局
- BSS山陰放送（TBS系列）：2010年6月7日から平日帯13:55 - 14:50
- MRT宮崎放送（TBS系列）：2010年9月20日から月曜15:00 - 15:55
- KNB北日本放送（日本テレビ系列）：2012年2月27日から月曜9:30 - 10:25

## 関連商品

### ノベライズ
- 「853〜刑事・加茂伸之介 上」（2010年3月3日発売、竹書房） 著者は櫻井武晴、岩下悠子（脚本）、市川哲史（ノベライズ）。 ISBN 9784812441503
- 「853〜刑事・加茂伸之介 下」（2010年4月12日発売、竹書房） 著は上巻と同じく櫻井武晴、岩下悠子（脚本）、市川哲史（ノベライズ）。 ISBN 9784812441510
- 上巻には主演の寺脇康文、下巻にはプロデューサーの菊池恭、須藤泰司らと、ノベライズを担当した市川哲史との対談が収録されている。

### DVD
- 「853〜刑事・加茂伸之介 DVD-BOX（4枚組）」（2010年7月21日発売。発売元：テレビ朝日、販売元：東映・東映ビデオ）
  - レンタル 1、2巻 7月9日、3、4巻 8月6日より開始